# Diaptomus kentuckyensis
Diaptomus kentuckyensis is een eenoogkreeftjessoort uit de familie van de Diaptomidae. De wetenschappelijke naam van de soort is voor het eerst geldig gepubliceerd in 1881 door Chambers.